# Alexandre Flanquart

a Compétitions nationales et continentales officielles uniquement.

b Matchs officiels uniquement.
Dernière mise à jour le 4 juillet 2022.
Alexandre Flanquart, né le 9 octobre 1989 à Cambrai, est un joueur français de rugby à XV évoluant au poste de deuxième ligne au sein de l'effectif de Provence Rugby, après avoir passé dix ans au Stade français et deux ans à l'Union Bordeaux Bègles.

## Carrière
Formé au club de Lille puis au Stade français, il est international universitaire avant d'être sélectionné en équipe A le 8 juin 2013.
Le 22 juin 2013, il est titulaire pour la première fois à gauche de la deuxième ligne en équipe de France, associé à Yoann Maestri.
Il est sacré champion de France en 2014-2015 en étant titulaire lors de la finale face à l'ASM Clermont Auvergne (12-6). Il est sélectionné pour la Coupe du Monde en suivant.
Guy Novès, successeur de Philippe Saint-André, le sélectionne à l'occasion du Tournoi des Six Nations 2016, mais ne lui fera plus confiance par la suite.
En juin 2017, il est sélectionné pour jouer avec les Barbarians français qui affrontent l'équipe d'Afrique du Sud A les 16 et 23 juin en Afrique du Sud. Titulaire lors des deux rencontres, les Baa-baas s'inclinent 36 à 28 à Durban puis 48 à 28 à Soweto.
En novembre 2017, il est de nouveau sélectionné avec les Barbarians français pour affronter les Māori All Blacks au Stade Chaban-Delmas de Bordeaux. Les Baa-Baas parviennent à s'imposer 19 à 15.
En 2019, il quitte le Stade français pour rejoindre l'Union Bordeaux Bègles. En froid avec l'entraîneur sud-africain du Stade Français, Heyneke Meyer, il obtient la levée de ses deux dernières années de contrat pour rejoindre l'UBB.
En mai 2021, il signe pour deux saisons en Pro D2 avec Provence Rugby à Aix-en-Provence.

## Statistiques en équipe nationale
Au 20 mars 2016, Alexandre Flanquart compte 22 capes internationale en équipe de France. Il honore la première de celles-ci le 8 juin 2013 lors d'une défaite 23 à 13 contre l'équipe de Nouvelle-Zélande à l'Eden Park d'Auckland en remplaçant Yoann Maestri à la 71e minute.
Il participe à trois éditions du Tournoi des Six Nations, en 2014, 2015 et 2016.
Il dispute une édition de coupe du monde, en 2015, où il rencontre l'Italie, la Roumanie et Irlande.
Avant ses sélections en équipe de France, il est international universitaire.
| Année | Compétition    | Matchs | Points | Essais |
| ----- | -------------- | ------ | ------ | ------ |
| 2013  | Test matchs    | 2      | 0      | 0      |
| 2014  | Six Nations    | 3      | 0      | 0      |
| 2014  | Test matchs    | 4      | 0      | 0      |
| 2015  | Six Nations    | 2      | 0      | 0      |
| 2015  | Test matchs    | 3      | 0      | 0      |
| 2015  | Coupe du monde | 3      | 0      | 0      |
| 2016  | Six Nations    | 5      | 0      | 0      |
| Total | Total          | 22     | 0      | 0      |

## Palmarès

### En club
- Stade français
  - Vainqueur du Championnat de France en 2015

### En sélection nationale

#### Tournoi des Six Nations
| Édition          | Rang | Résultats France | Résultats Flanquart | Matchs Flanquart |
| ---------------- | ---- | ---------------- | ------------------- | ---------------- |
| Six Nations 2014 | 4    | 3 v, 0 n, 2 d    | 2 v, 0 n, 1 d       | 3/5              |
| Six Nations 2015 | 4    | 2 v, 0 n, 3 d    | 1 v, 0 n, 1 d       | 2/5              |
| Six Nations 2016 | 5    | 2 v, 0 n, 3 d    | 2 v, 0 n, 3 d       | 5/5              |

Légende : v = victoire ; n = match nul ; d = défaite ; la ligne est en gras quand il y a Grand Chelem.

#### Coupe du monde
| Édition         | Rang               | Résultats France | Résultats Flanquart | Matchs Flanquart |
| --------------- | ------------------ | ---------------- | ------------------- | ---------------- |
| Angleterre 2015 | Quart de finaliste | 3 v, 0 n, 2 d    | 2 v, 0 n, 1 d       | 3/5              |

Légende : v = victoire ; n = match nul ; d = défaite.